# NGC 251
NGC 251 je galaksija u zviježđu Ribe.

## Vanjske poveznice
- SEDS: NGC 0251